# アンドロメダ (aikoの曲)
『アンドロメダ』は、aikoのメジャー通算13作目のシングルで、ポニーキャニオンから2003年8月6日に発売。

## 概要
- 初回限定盤のみカラートレイ仕様となっている。ジャケットの写真は初回限定盤と通常盤で同じものが使われている（裏ジャケットは別）。
- 「アンドロメダ」は、グリコ乳業「カフェオーレ」CMソングとしてタイアップされた。
- 「どろぼう」は、よみうりテレビ系アニメ『まっすぐにいこう。』オープニングテーマとしてタイアップされた。

## 曲目
1. アンドロメダ
2. どろぼう
3. 最後の夏休み
4. アンドロメダ（instrumental）

- 全曲 作詞・作曲：aiko、編曲：島田昌典